# Korkiansalmi
Korkiansalmi är ett sund i Finland. Det ligger i Ijo i landskapet Norra Österbotten, i den centrala delen av landet, 600 km norr om huvudstaden Helsingfors.